# Angerme
ANGERME (japanisch アンジュルム, Anjurumu) ist eine J-Pop-Girlgroup unter dem Hello! Project. Gegründet wurde sie aus den ehemaligen Hello! Project Egg-Trainees Ayaka Wada, Yūka Maeda, Kanon Fukuda und Saki Ogawa unter dem Namen S/mileage im Juni 2009. Unter dem Namen ANGERME tritt die Gruppe seit Dezember 2014 auf. Ihre meistverkaufte Single ist Watashi o tsukuru no wa watashi / Zenzen okiagarenai Sunday mit 76.558 verkauften Kopien.

## Geschichte

### Anfangsjahre der ersten Generation (2009–2010)
Im April 2009 gründete Tsunku, der Produzent des Hello! Projects, eine neue Gruppe, die komplett aus Mitgliedern der Hello! Pro Eggs bestehen sollte. Ausgewählt wurden Ayaka Wada, Yūka Maeda, Kanon Fukuda und Saki Ogawa. Wada, Maeda und Fukuda waren bereits vorher Mitglieder der Gruppe Shugo Chara Egg!, welche Lieder zum Anime Shugo Chara! beisteuerte. Einen Monat später gab Tsunku den Namen der neuen Formation bekannt: S/mileage. Auf den Namen verweist auch die Aufgabe, die die Mädchen 2010 lösen mussten, um unter einem Major-Label zu debütieren: Sie mussten 10.000 Bilder von lächelnden Menschen sammeln, die über das Internet eingesendet werden konnten. Am 3. April 2010 wurde verkündet, dass die Gruppe insgesamt sogar 16.000 Bilder gesammelt hat. Am 26. Mai erschien mit Yumemiru Fifteen ihre erste Single unter den Laben Hachama. Im November desselben Jahres gewann S/mileage den Best Newcomer Award der 52nd Japan Record Awards. Einen Monat darauf folgte das erste Album Warugaki ①.
Zu diesem Zeitpunkt stellte S/mileage einen starken Kontrast zum Rest der Gruppen im Hello! Project dar. Während Morning Musume und °C-ute eher emotionale Balladen sangen und Berryz Kobo kraftvolle Lieder in Kooperation mit Inazuma Eleven veröffentlichte, waren die Lieder von S/mileage schnellere Pop-Songs, gesungen in einer sehr hohen Stimmlage. Neben den Liedern gab auch das Durchschnittsalter der Mitglieder (14 Jahre beim Debüt) der Gruppe ein eher „niedliches“ Image.

### Neue Mitglieder und Veränderungen (2011–2014)
Am 3. April 2011 wurde bekanntgegeben, dass die Agentur ein Casting für neue Mitglieder veranstalten würde. Als Gewinner gingen am 14. August Kana Nakanishi, Fuyuka Kosuga und Tamura Meimi hervor. Dazu wurden zwei Mädchen von den Hello! Pro Eggs ausgewählt: Akari Takeuchi und Rina Katsuta. Nur zehn Tage später kündigte Ogawa an, die Gruppe zu verlassen. Da sie bereits drei Tage nach der Ankündigung ging, gab es nicht genug Zeit für eine richtige Zeremonie. Weniger als einen Monat später wurde gemeldet, dass auch Kosuga S/mileage verlassen müsste. Ihr ging es aufgrund einer schweren Anämie gesundheitlich schlecht. Sie trat nach Besserung wieder den Hello! Pro Kenshūsei bei, debütierte jedoch nie in einer Gruppe.
Den zunächst letzten Verlust musste die Gruppe mit der Graduation von Maeda hinnehmen, als diese dem Unterhaltungsgeschäft am 31. Dezember 2011 den Rücken kehrte. Nach Maedas Weggang blieb die Formation der Gruppe für drei Jahre ohne Veränderung. In dieser Zeit veröffentlichte sie neun Singles und zwei Alben. Darüber hinaus spielte die Gruppe mit Berryz Koubou im Theaterstück Warera Jeanne ~Shoujo Seisen Kageki~ und tourte mit °C-ute.
Aufgrund der neuen Mitglieder änderte sich auch der Stil der Gruppe. Die meisten Veröffentlichungen waren weiterhin fröhliche Pop-Songs, jedoch wurde die Stimmlage tiefer und das Image weniger kindlich. Die Gruppe konnte allerdings nur selten mehr als 30.000 Kopien verkaufen, weshalb sie als der Underdog des Hello! Projects galt. Dennoch trat die Gruppe im Juli 2014 zum ersten Mal im Nippon Budōkan auf.
Nur zwei Monate nach dem Konzert im Nippon Budōkan wurden große Veränderungen für die Gruppe angekündigt. Sie würde ihren Namen ändern und neue Mitglieder bekommen. Die Mitglieder der dritten Generation, Mizuki Murota, Maho Aikawa und Rikako Sasaki, wurden am 4. Oktober 2014 im Rahmen des SMILE FANTASY! Theaterstücks vorgestellt. Der neue Name wurde am 17. Dezember, dem letzten Tag des Herbstkonzerts 2014 bekannt gegeben. Die Gruppe tritt seitdem unter dem Namen ANGERME auf.

### Jährliche Veränderungen unter ANGERME (2015–2019)
Unter dem neuen Namen versuchte sich die Gruppe nun an Power Pop. Mit Mahou Tsukai Sally und Majokko Megu-chan coverte sie jedoch auch Anime-Openings.
Besonders prägend für die Zeit seit der Namensänderung ist jedoch, dass sich die Formation jedes Jahr änderte und der Verlust eines Mitglieds mit genau einer neuen Ergänzung ausgeglichen wurde. So folgte Moe Kamikokuryo auf die Graduation von Fukuda im November 2015, während Momona Kasahara weniger als einen Monat nach dem Weggang von Tamura im Sommer 2016 vorgestellt wurde. Bis zu Wadas Weggang im Juni 2019 debütierten ab 2015 sechs Mädchen, während drei Mitglieder vor ihr die Gruppe verließen.
In dieser Zeit wandelte sich das Image der Gruppe erneut. Sie galt nun im Vergleich zu den restlichen Gruppen des Hello! Projects als unkonventionell und locker. Dies spiegelte sich insbesondere in der Leitung von Wada wider: Im Gegensatz zu Morning Musume gibt es in ANGERME keine strengen Hierarchien. Während sich die Mädchen der erstgenannten Gruppe in Sachen Styling und sogar der Wahl des Mittagessens nach den ranghöheren Mitgliedern richten und ihnen mit besonders höflicher Sprache begegnen müssen, ist dies in ANGERME nicht der Fall. Auch das Styling der Gruppe veränderte sich. Durch Sasakis und Kamikokuryos Arbeit mit verschiedenen Modemagazinen fingen die Mitglieder an, ihre Bühnenoutfits vermehrt am aktuellen Modegeschmack der Gesellschaft anzupassen. War S/mileage noch dafür bekannt, die kürzesten Röcke in der Idol-Branche zu tragen, stand ANGERME in Hosenanzug und Jacken in Übergröße auf der Bühne. Katsuta, welche die Gruppe später verließ, um als Designerin zu arbeiten, stellte einige Outfits selbst zusammen.
Die Verkaufszahlen von ANGERME stiegen kontinuierlich auf mehr als 40.000 verkaufte Einheiten pro Single. Darüber hinaus trat die Gruppe auf verschiedenen Konzerten wie ROCK IN JAPAN FESTIVAL 2018 auf. Im Juni 2018 hielt ANGERME ein Konzert in Paris. Weitere Auslandskonzerte folgten mit einer Asientournee im selben Jahr und einem Konzert in Mexiko-Stadt 2019.
Wada Ayaka verließ die Gruppe am 18. Juni 2019 nach zehn Jahren. Die Leitung übergab sie an Akari Takeuchi.

### Massenabschied und neue Generationen (seit 2019)
Nach Wadas Abschied wurden überraschend weitere Abgänge aus der Gruppe angekündigt. Katsuta verließ die Gruppe im September 2019, Nakanishi folgte im Dezember. Im gleichen Monat kündigte Funaki ihren Weggang für März 2020 an, welcher jedoch verschoben werden musste, als Murota spontan ihren Abschied für März verkündete. Gleichzeitig wurde Haruka Ōta suspendiert, nachdem sie Interna weitergegeben hatte. Im Oktober verließ Ōta letztendlich die Gruppe. Funakis letztes Konzert wurde aufgrund der Corona-Krise weiter verschoben, bis es letztendlich im Dezember 2020 stattfand. Somit verlor ANGERME innerhalb von 18 Monaten fünf Mitglieder. Gleichzeitig trat ihr jedoch Rin Hashisako in der achten Generation im Juli 2019 bei. Am 2. November 2020 folgten Rin Kawana, Shion Tamenaga und Wakana Matsumoto als Mitglieder der neunten Generation.
In letzter Zeit sind die Mitglieder von ANGERME häufig als Werbegesichter zu sehen. Während Kamikokuryo bereits in Werbespots für Pizza-La und McDonald’s auftrat, lieferte die Gruppe das neue Werbelied SHAKA SHAKA TO LOVE für Ora2, einer asiatischen Marke für Produkte der Mundhygiene.

## Gruppenname

### S/mileage
Die Gruppe wurde unter dem Namen S/mileage gegründet. Der Name ist ein Kofferwort aus den englischen Wörtern Smile (Lächeln) Mileage (Meilenstein) und Age (Zeitalter). Produzent Tsunku, der diesen Namen erfand, erklärte, dass mit der Gruppe das „Zeitalter des Lächelns“ kommen werde.

### ANGERME
Seit Ende 2014 tritt die Gruppe unter dem Namen ANGERME auf. Die Idee für den Namen kam von Kana Nakanishi. Laut ihrer Erklärung ist ANGERME ein Kofferwort aus den französischen Wörtern ange (Engel) und larme (weinen). Die Mitglieder sind somit die Engel, die vor Freude über ihre erreichten Ziele weinen.

## Mitglieder
Stand: August 2025
| Name                           | Geburtstag        | Alter | Beitritt          | Generation | Mitgliedsfarbe | Mitgliedsfarbe | Sonstiges  |
| ------------------------------ | ----------------- | ----- | ----------------- | ---------- | -------------- | -------------- | ---------- |
| Layla Ise (伊勢鈴蘭)           | 19. Januar 2004   | 21    | 23. November 2018 | 7          |                | Orange         | Leader     |
| Rin Hashisako (橋迫鈴)         | 6. Oktober 2005   | 19    | 3. Juli 2019      | 8          |                | Rot            |            |
| Rin Kawana (川名凜)            | 6. Dezember 2003  | 21    | 2. November 2020  | 9          |                | Grün           |            |
| Shion Tamenaga (為永幸音)      | 9. Februar 2004   | 21    | 2. November 2020  | 9          |                | Rosa           | Sub-Leader |
| Wakana Matsumoto (松本わかな)  | 1. September 2007 | 17    | 2. November 2020  | 9          |                | Weiß           |            |
| Yuki Hirayama (平山遊季)       | 25. Juli 2006     | 19    | 30. Dezember 2021 | 10         |                | Hellgrün       |            |
| Yukiho Shimoitani (下井谷幸穂) | 4. August 2006    | 19    | 23. Mai 2023      | 11         |                | Hot Pink       |            |
| Hana Goto (後藤花)             | 5. Juni 2008      | 17    | 23. Mai 2023      | 11         |                | Seeblau        |            |
| Momoha Nagano (長野桃羽)       | 13. Mai 2010      | 15    | 16. August 2025   | 12         |                | Gelb           |            |

### Ehemalige Mitglieder
- Ayaka Wada (和田彩花, * 1. August 1994), graduiert am 18. Juni 2019
- Yūka Maeda (前田 憂佳, * 28. Dezember 1994), graduiert am 31. Dezember 2011
- Kanon Fukuda (福田 花音, * 12. März 1995), graduiert am 29. November 2015
- Saki Ogawa (小川 紗季, * 18. November 1996, Mitglied), ausgestiegen am 27. August 2011
- Kana Nakanishi (中西香菜, * 4. Juni 1997), graduiert am 10. Dezember 2019
- Akari Takeuchi (竹内朱莉, * 23. November 1997), graduiert am 21. Juni 2023
- Fuyuka Kosuga (小数賀 芙由香, * 19. November 1997, Untermitglied), krankheitsbedingt am 9. September 2011 ausgestiegen
- Rina Katsuta (勝田里奈, * 8. April 1998), graduiert am 25. September 2019
- Meimi Tamura (田村 芽実, * 30. Oktober 1998), graduiert am 30. Mai 2016
- Mizuki Murota (室田瑞希, * 12. Juni 1998), graduiert am 22. März 2020
- Maho Aikawa (相川茉穂, * 26. März 1999), krankheitsbedingt am 31. Dezember 2017 graduiert
- Rikako Sasaki (佐々木莉佳子, 28. Mai 2001), graduiert am 19. Juni 2024
- Moe Kamikokuryo (上國料萌衣, 24. Oktober 1999), graduiert am 18. Juni 2025
- Momona Kasahara (笠原桃奈, * 22. Oktober 2003), graduiert am 15. November 2021
- Ayano Kawamura (川村文乃, * 7. Juli 1999), graduiert am 28. November 2024
- Musubu Funaki (船木結, * 20. Mai 2002), graduiert am 9. Dezember 2020
- Haruka Ōta (太田遥香, * 21. Oktober 2003), verließ die Gruppe am 13. Oktober 2020 freiwillig

## Diskografie

### Alben
| Jahr | Titel                                                                                                | Höchstplatzierung, Gesamtwochen, AuszeichnungChartsChartplatzierungen (Jahr, Titel, Platzierungen, Wochen, Auszeichnungen, Anmerkungen) | Anmerkungen                                                  |
| Jahr | Titel                                                                                                | JP | Anmerkungen                                                  |
| ---- | --- | --- | ------------------------------------------------------------ |
| 2010 | Warugaki 1 (悪ガキッ①)                                                                               | JP18 (5 Wo.)JP | Erstveröffentlichung: 8. Dezember 2010 Verkäufe JP: + 14.791 |
| 2012 | S/mileage Best Album Kanzenban 1 (スマイレージ ベストアルバム 完全版①)                               | JP13 (3 Wo.)JP | Erstveröffentlichung: 30. Mai 2012 Verkäufe JP: + 8.095      |
| 2013 | 2 Smile Sensation (②スマイルセンセーション)                                                          | JP13 (3 Wo.)JP | Erstveröffentlichung: 22. Mai 2013 Verkäufe JP: + 7.091      |
| 2015 | S/mileage / Angerme Selection Album "Taiki Bansei" (S/mileage / Angerme Selection Album「大器晩成」) | JP17 (6 Wo.)JP | Erstveröffentlichung: 25. November 2015 Verkäufe JP: + 7.613 |
| 2019 | Rinnetenshou ~Angerme Past, Present & Future~ (輪廻転生〜Angerme Past, Present & Future〜)           | JP5 (9 Wo.)JP | Erstveröffentlichung: 15. Mai 2019 Verkäufe JP: + 14.743     |
| 2023 | Big Love                                                                                             | JP4 (7 Wo.)JP | Erstveröffentlichung: 22. März 2023                          |

### Singles
| Jahr | Titel Album | Höchstplatzierung, Gesamtwochen, AuszeichnungChartsChartplatzierungen (Jahr, Titel, Album, Platzierungen, Wochen, Auszeichnungen, Anmerkungen) | Anmerkungen |
| Jahr | Titel Album | JP | Anmerkungen |
| ---- | --- | --- | --- |
| 2009 | aMa no Jaku (ぁまのじゃく) – | — | Erstveröffentlichung: 20. Juli 2009 Indie |
| 2009 | Asu wa Date na no ni, Ima Sugu Koe ga Kikitai (あすはデートなのに、今すぐ声が聞きたい) – | — | Erstveröffentlichung: 23. September 2009 Indie |
| 2009 | Suki-chan (スキちゃん) Warugaki 1 | JP159 (1 Wo.)JP | Erstveröffentlichung: 2. Dezember 2009 Verkäufe JP: 399 Indie                                                                                     |
| 2010 | Otona ni Narutte Muzukashii!!! (オトナになるって難しい!!!) Warugaki 1 | JP42 (3 Wo.)JP | Erstveröffentlichung: 14. März 2010 Verkäufe JP: 2.290 Indie                                                                                      |
| 2010 | Yume Miru 15-sai (夢見る 15歳) Warugaki 1 | JP5 (4 Wo.)JP | Erstveröffentlichung: 26. Mai 2010 Verkäufe JP: 24.936 Major-Debüt                                                                                |
| 2010 | Gambaranakute mo Ee nen de!! (○○ がんばらなくてもええねんで!!) Warugaki 1 | JP6 (4 Wo.)JP | Erstveröffentlichung: 28. Juli 2010 Verkäufe JP: 24.489                                                                                           |
| 2010 | Onaji Jikyū de Hataraku Tomodachi no Bijin Mama (同じ時給で働く友達の美人ママ) Warugaki 1 | JP5 (7 Wo.)JP | Erstveröffentlichung: 29. September 2010 Verkäufe JP: 29.533                                                                                      |
| 2011 | Short Cut (ショートカット) Smileage Best Album Kanzenhan 1 | JP5 (3 Wo.)JP | Erstveröffentlichung: 9. Februar 2011 Verkäufe JP: 22.831                                                                                         |
| 2011 | Koi ni Booing Bū! (恋にBooingブー!) Smileage Best Album Kanzenhan 1 | JP6 (3 Wo.)JP | Erstveröffentlichung: 27. April 2011 Verkäufe JP: 20.954                                                                                          |
| 2011 | Uchōten Love (有頂天Love) Smileage Best Album Kanzenhan 1 | JP5 (4 Wo.)JP | Erstveröffentlichung: 3. August 2011 Verkäufe JP: 33.823 letzte Single mit Saki Ogawa                                                             |
| 2011 | Tachiagirl (タチアガール) Smileage Best Album Kanzenhan 1 | JP4 (4 Wo.)JP | Erstveröffentlichung: 28. September 2011 Verkäufe JP: 26.328 erste Single mit der zweiten Generation; letzte Single mit Fuyuka Kosuga             |
| 2011 | Please Miniskirt Postwoman! (プリーズ ミニスカ ポストウーマン!) Smileage Best Album Kanzenhan 1 | JP5 (4 Wo.)JP | Erstveröffentlichung: 28. Dezember 2011 Verkäufe JP: 36.513 letzte Single mit Yūka Maeda                                                          |
| 2012 | Choto Mate Kudasai! (チョトマテクダサイ!) Smileage Best Album Kanzenhan 1 | JP6 (3 Wo.)JP | Erstveröffentlichung: 1. Februar 2012 Verkäufe JP: 22.106                                                                                         |
| 2012 | Dot Bikini (ドットビキニ) Smileage Best Album Kanzenhan 1 | JP6 (3 Wo.)JP | Erstveröffentlichung: 2. Mai 2012 Verkäufe JP: 22.133                                                                                             |
| 2012 | Suki yo, Junjō Hankōki. (好きよ、純情反抗期.) 2 Smile Sensation | JP7 (3 Wo.)JP | Erstveröffentlichung: 22. August 2012 Verkäufe JP: 24.508                                                                                         |
| 2012 | Samui ne. (寒いね.) 2 Smile Sensation | JP6 (3 Wo.)JP | Erstveröffentlichung: 28. November 2012 Verkäufe JP: 21.120                                                                                       |
| 2013 | Tabidachi no Haru ga Kita (旅立ちの春が来た) 2 Smile Sensation | JP4 (3 Wo.)JP | Erstveröffentlichung: 20. März 2013 Verkäufe JP: 24.289                                                                                           |
| 2013 | Atarashii Watashi ni Nare! / Yattaruchan (新しい私になれ!/ヤッタルチャン) Smileage / Angerme Selection Album "Taiki Bansei" | JP4 (3 Wo.)JP | Erstveröffentlichung: 3. Juli 2013 Verkäufe JP: 27.935                                                                                            |
| 2013 | Ee ka!? / Ii Yatsu (ええか!?/「良い奴」) – | JP3 (6 Wo.)JP | Erstveröffentlichung: 18. Dezember 2013 Verkäufe JP: 37.141                                                                                       |
| 2014 | Mystery Night! / Eighteen Emotion (ミステリーナイト!/エイティーン エモーション) – | JP2 (4 Wo.)JP | Erstveröffentlichung: 30. April 2014 Verkäufe JP: 36.616                                                                                          |
| 2014 | Aa Susukino / Chikyuu wa Kyou mo Ai wo Hagukumu (嗚呼 すすきの/地球は今日も愛を育む」) Smileage / Angerme Selection Album "Taiki Bansei" | JP5 (3 Wo.)JP | Erstveröffentlichung: 20. August 2014 Verkäufe JP: 29.528 letzte Single als S/mileage                                                             |
| 2015 | Taiki Bansei / Otome no Gyakushuu (大器晩成／乙女の逆襲) Smileage / Angerme Selection Album "Taiki Bansei" | JP2 (6 Wo.)JP | Erstveröffentlichung: 4. Februar 2015 Verkäufe JP: 48.578 erste Single als Angerme, Debüt 3. Generation                                           |
| 2015 | Nana Korobi Ya Oki / Gashin Shoutan / Mahou Tsukai Sally (七転び八起き／臥薪嘗胆／魔法使いサリー) Smileage / Angerme Selection Album "Taiki Bansei" | JP2 (6 Wo.)JP | Erstveröffentlichung: 22. Juli 2015 Verkäufe JP: 46.885                                                                                           |
| 2015 | Desugita Kui wa Utarenai / Dondengaeshi / Watashi (出すぎた杭は打たれない／ドンデンガエシ／わたし) Rinnetenshō ~Angerme Past, Present & Future~ | JP2 (4 Wo.)JP | Erstveröffentlichung: 11. November 2015 Verkäufe JP: 42.229 letzte Single mit Kanon Fukuda                                                        |
| 2016 | Tsugitsugi Zokuzoku / Itoshima Distance / Koi Nara Tokku ni Hajimatteru (次々続々／糸島Distance/恋ならとっくに始まってる) Rinnetenshō ~Angerme Past, Present & Future~                                                                                             | JP2 (5 Wo.)JP | Erstveröffentlichung: 27. April 2016 Verkäufe JP: 56.865 Debüt von Moe Kamikokuryo; letzte Single mit Meimi Tamura                                |
| 2016 | Umaku Ienai / Ai no Tame Kyou Made Shinkashite Kita Ningen, Ai no Tame Subete Taikashite Kita Ningen / Wasurete Ageru (上手く言えない／愛のため今日まで進化してきた人間 愛のためすべて退化してきた人間／忘れてあげる) Rinnetenshō ~Angerme Past, Present & Future~ | JP3 (6 Wo.)JP | Erstveröffentlichung: 19. Oktober 2016 Verkäufe JP: 35.991 Debüt von Momona Kasahara                                                              |
| 2017 | Ai Sae Areba Nanni mo Iranai / Namida Iro no Ketsui / Majokko Megu-chan (愛さえあればなんにもいらない/ナミダイロノケツイ/魔女っ子メグちゃん) Rinnetenshō ~Angerme Past, Present & Future~                                                                          | JP3 (7 Wo.)JP | Erstveröffentlichung: 21. Juni 2017 Verkäufe JP: 46.437 letzte Single mit Maho Aikawa                                                             |
| 2018 | Nakenai ze・・・Kyoukan Sagi / Uraha=Lover / Kimi Dake ja nai sa...friends (2018 Acoustic Version) 泣けないぜ・・・共感詐欺/Uraha=Lover/君だけじゃないさ...friends (2018アコースティックVersion) Rinnetenshō ~Angerme Past, Present & Future~                      | JP2 (8 Wo.)JP | Erstveröffentlichung: 9. Mai 2018 Verkäufe JP: 54.245                                                                                             |
| 2018 | Tade Kuu Mushi mo Like it! / 46okunen Love (タデ食う虫もLike it!/46億年Love) Rinnetenshō ~Angerme Past, Present & Future~ | JP5 (5 Wo.)JP | Erstveröffentlichung: 31. Oktober 2018 Verkäufe JP: 50.202                                                                                        |
| 2019 | Koi wa Accha Accha / Yumemita Fifteen (恋はアッチャアッチャ/夢見た 15年) Rinnetenshō ~Angerme Past, Present & Future~ | JP2 (9 Wo.)JP | Erstveröffentlichung: 10. April 2019 Verkäufe JP: 55.568 Debüt von Haruka Ōta und Reira Ise; letzte Single mit Ayaka Wada und Rina Katsuta        |
| 2019 | Watashi o tsukuru no wa watashi / Zenzen okiagarenai Sunday (私を創るのは私/全然起き上がれないSunday) Big Love | JP1 Gold · (6 Wo.)JP | Erstveröffentlichung: 20. November 2019 Verkäufe JP: 76.558 letzte Single mit Kana Nakanishi, Mizuki Murota und Haruka Ōta; meistverkaufte Single |
| 2020 | Kagiriaru Moment / Mirror Mirror (限りあるMoment/ミラー・ミラー) Big Love | JP4 (5 Wo.)JP | Erstveröffentlichung: 26. August 2020 Verkäufe JP: 36.678 letzte Single mit Musubu Funaki                                                         |
| 2021 | Hakkiri Shiyou ze / Oyogenai Mermaid / Aisare Route A or B? (はっきりしようぜ/泳げないMermaid/愛されルート A or B？) Big Love | JP4 (8 Wo.)JP | Erstveröffentlichung: 23. Juni 2021 Verkäufe JP: 55.295 Debüt der 9. Generation; Letzte Single mit Momona Kasahara                                |
| 2022 | Ai・Mashou / Hade ni Yacchai na! / Aisubeki Beki Human Life (愛・魔性/ハデにやっちゃいな！/愛すべきべきHuman Life) Big Love | JP1 (8 Wo.)JP | Erstveröffentlichung: 11. Mai 2022 Verkäufe JP: 59.044 Debüt der 10. Generation                                                                   |
| 2022 | 悔しいわ / Piece of Peace (～しあわせのパズル～) Big Love | JP5 (6 Wo.)JP | Erstveröffentlichung: 19. Oktober 2022 Verkäufe JP: 50.799                                                                                        |
| 2023 | Ai no Kedamono / Dousousei (アイノケダモノ/同窓生) – | JP2 (6 Wo.)JP | Erstveröffentlichung: 14. Juni 2023 Verkäufe JP: 46.553 Letzte Single mit Akari Takeuchi                                                          |
| 2023 | Red Line / Life Is Beautiful! (Red Line/ライフ イズ ビューティフル!) – | JP2 (10 Wo.)JP | Erstveröffentlichung: 13. Dezember 2023 Verkäufe JP: 49.264                                                                                       |
| 2024 | Bibitaru Ichigeki / Uwasa no Narushii / Thank You, Hello Good Bye (美々たる一撃/うわさのナルシー / Thank You, Hello Good Bye) – | JP2 (6 Wo.)JP | Erstveröffentlichung: 12. Juni 2024 Verkäufe JP: 48.359 Letzte Single mit Rikako Sasaki                                                           |
| 2024 | Hatsukoi, Hanabie / Yuuyuu Kankan Gonna Be Alright!! (初恋、花冷え/悠々閑々) – | JP4 (4 Wo.)JP | Erstveröffentlichung: 13. November 2024 Verkäufe JP: 59.109 Letzte Single mit Ayano Kawamura                                                      |
| 2025 | Android wa Yume wo Miru ka? / Hikari no Uta (アンドロイドは夢を見るか？/光のうた) – | JP2 (5 Wo.)JP | Erstveröffentlichung: 21. März 2025 Verkäufe JP: 64.079 Letzte Single mit Moe Kamikokuryo                                                         |

## Theaterstücke
- 2009: Koisuru Hello Kitty (恋するハローキティ)
- 2010: Obaachanchi no Curry Rice ~Smile Recipe~
- 2013: Warera Jeanne ~Shoujo Seisen Kageki~
- 2014: Lilium -Lilium Shoujo Junketsu Kageki-
- 2014: Smile Fantasy!
- 2016: Mode
- 2017: Yumemiru Television
- 2018: Attack No.1